# Bolin
Bolin là một nhân vật trong loạt phim hoạt hình Mỹ The Legend of Korra, nhân vật được lồng tiếng bởi nam diễn viên P. J. Byrne.
Bolin là một ngự thổ sư trẻ tuổi xuất thân từ Thành phố Cộng Hòa. Anh là em trai của Mako và là bạn thân của Korra. Trong suốt loạt phim, Bolin đóng vai trò vừa là chiến binh đáng tin cậy, vừa là nguồn hài hước nhẹ nhàng trong nhóm bạn chính. Anh sở hữu tính cách vui vẻ, ngây thơ và trung thực.

## Tiểu sử
Bolin và anh trai Mako mồ côi cha mẹ từ nhỏ và lớn lên trong điều kiện nghèo khó ở Thành phố Cộng Hòa. Cả hai ban đầu tham gia thi đấu thể thao ngự thuật đồng đội (pro-bending), tại đây họ gặp và kết bạn với Korra.
Trong phần hai, Bolin gia nhập đoàn làm phim "Chiến binh Nuktuk" do Varrick sản xuất, mang lại tiếng tăm mới cho anh. Anh cũng tham gia vào cuộc chiến chống lại Unalaq và các thế lực bóng tối trong Linh giới.
Trong phần ba, Bolin bị bắt cóc cùng Korra và các bạn bởi Hội Hồng Liên nhưng được giải cứu thành công. Ở phần này, anh phát hiện bản thân có khả năng ngự dung nham – một biến thể hiếm gặp và mạnh mẽ của ngự thổ thuật.
Sang phần bốn, Bolin đầu quân cho lực lượng của Kuvira, tin rằng cô sẽ giúp ổn định Thổ quốc. Tuy nhiên, sau khi nhận ra bản chất độc tài của Kuvira, anh phản bội và gia nhập lại nhóm của Korra để ngăn chặn mối đe dọa.

## Tính cách và đón nhận
Bolin được yêu mến bởi tính cách chân thành, hài hước và trái tim nhân hậu. Anh thường mang lại sự cân bằng cho những tình huống căng thẳng trong phim. Sự phát triển năng lực từ một ngự thổ sư thông thường đến ngự nham sư khiến anh trở nên độc đáo trong mắt người hâm mộ. Nhiều nhà phê bình nhận xét Bolin là một nhân vật phụ được xây dựng tròn trịa và giàu tính giải trí.

## Xuất hiện khác
Sau loạt phim, Bolin tiếp tục xuất hiện trong các phần truyện tranh tiếp theo của The Legend of Korra, đồng hành cùng Korra, Asami và các bạn trong việc khôi phục hòa bình hậu chiến.